# Nectria chaetopsinae-catenulatae
Nectria chaetopsinae-catenulatae är en svampart som beskrevs av Samuels 1985. Nectria chaetopsinae-catenulatae ingår i släktet Nectria och familjen Nectriaceae.   Inga underarter finns listade i Catalogue of Life.